# Roque Baños López
Roque Baños López (1 de maig de 1968, Jumella, Regió de Múrcia) és un compositor espanyol especialitzat en música de cinema.

## Incís
Ha estat relacionat amb el món de la música des de sempre, atès que va tenir un gran referent en el seu pare, que va ser saxofonista. Va començar els seus primer estudis al conservatori Superior de Música de Múrcia on va finalitzar el grau elemental en l'especialitat de saxòfon amb les màximes qualificacions. Al 1986 va traslladar-se a Madrid, on va accedir al Real Conservatori Superior de Música de Madrid, lloc en el qual continua els seus estudis musicals, aconseguint les titulacions de grau superior de Saxòfon, Piano, Harmonia, Contrapunt, Composició i Instrumentació i Direcció d'Orquestra. El 1993 fou becat pel Ministeri de Cultura per estudiar al prestigiós Berklee College of Music de Boston (EE.UU) on va inclinar la seua carrera cap a la música per al cine i el jazz.

## Carrera com a compositor
Malgrat que en un primer moment va desenvolupar la seua faceta com concertista prompte es va decidir per la rama de la composició. El seu contacte amb la música de cine ve donat per la formació al Berklee College of Music de Boston (EE.UU). Allí va estudiar Composició amb David Spear i Direcció amb Gregory Fridge, i es va especialitzar en Composició de Música per cine i en jazz, aconseguint nombrosos premis, entre ells el Robert Share Award per demostrar el més alt nivell dramàtic musical en l'àrea de composició de música per a cine. Es va graduar amb la distinció de “Summa Cum Laude” en les especialitats de Composició per música de pel·lícules i interpretació de Jazz. En aquesta escola, Roque Baños va rebre una grandíssima formació que es va veure reflectida en els seus posteriors treball per al cine.
Quan va tornar a Espanya, després d'un breu període al món del curtmetratge, va començar a compondre per la pantalla gran gràcies a l'atenció de l'actor Gabino Diego. A partir d'aquest moment va començar a embarcar-se en una gran quantitat de treballs que li han dur a dominar gran part del mercat cinematogràfic del panorama espanyol junt a altre gran compositor, Alberto Iglesias.
Entre la gran quantitat de bandes sonores compostes, caben destacar alguns dels seus treballs com La comunitat, 2000, que és reconeguda com la nominació al Goya a la millor música original i el “Premi de la Música” atorgat per la SGAE i la AIE en la V edició d'aquests gallardons. També altres dos treballs que li tornaran a donar la nominació als Goya en 2002 són 800 balas i El otro lado de la cama on va ficar en manifest la seua gran formació jazzística. El 2003 arribarà el seu primer gallardó, recibeix el Goya a la millor música original pel seu treball en Salomé. Dels seus treballs més recents destaquem La caja Kovak, Alatriste (per la qual fou novament nominat als Goya), Las 13 rosas, pel·lícula amb la qual aconsegueix altre guardó en 2008, y Los crímenes de Oxford, de Álex de la Iglesia, amb el qual va guanyar el seu tercer Goya a la millor música Original.
Entre els seus últims treballs es troben Balada Triste de trompeta, d'Álex de la Iglesia; Profesión Infernal, de Federico Álvarez i Oldboy, de Spike Lee.

## Influencia d'estil
La seua música es caracteritza per una gran influència del jazz i la música clàssica que es reflecteix en la majoria dels seus treballs i en alguns com El robo más grande jamás contado de forma especial, unit a l'estil èpic del gran John Williams. La seua música ha aconseguit una experimentació amb diferents estils musicals. Per exemple, en diferents de les seues obres fa sons molt similars a la música de circ (com en Muertos de risa).

## Anàlisi obres principals

### Balada triste de trompeta,2010
Per crear la banda sonora de Balada triste de trompeta, Roque Baños va utilitzar cors femenins acompanyats per una orquestra simfònica.
Javier G. Trigales, a través de la pàgina de ressenyes cinematogràfiques Espinof, va qualificar la banda sonora com emotiva i tràgica. A l'article comparava la banda sonora amb música de circ. Comentava els diferents instruments que s’utilitzaven segons les emocions transmeses. Als moment alegres predominaven instruments de vent però als tristos destacaven violins i instruments de corda. En altres moments del film en els quals destaca la tensió, Roque Baños va utilitzar el piano, la percussió i cordes agudes.
Com indicava Trigales, a través de la música Baños configura tot un ambient d'emocions i sensacions que es complementa perfectament amb el film.

### 8 Apellidos Catalanes, 2015
En 2016 analitzaren a un article de La Música, El cine i Jo la banda sonora del film Ocho apellidos catalanes, 2015.
Contemplaren els diferents instruments utilitzats, des del piano fins instruments tradicionals. Aquests es combinaren en una gran orquestra, la Big Band, la qual destacava pels solos d'instruments de vent metall, sobre tot per la trompeta.
A l'article dividien la BSO per cançons, les quals corresponen a moments diferents del film. Alguns exemples són La Sardana, El Vals de la boda, La Cançó de l'Amor i el Ball dels Hipsters.
Com explicaven a La Música, El cine i Jo, a cada cançó Roque Baños utilitza el llenguatge musical d'una forma distinta per expressar diferents emocions. Exemplificaven aquest fet comparant La Sardana amb La Cançó de l'Amor. A la primera destaca tant el vent metall com instruments tradicionals catalans: el flabiol, el tamborí i la xeremia. En canvi a La Cançó de l'Amor destaquen les cordes com violins o violoncels.

## Homenatges
El seu poble natal, Jumella, el nomena el 28 de desembre de 2008 “Fill Predilecte” de la localitat.

## Premis
Goya
| Any  | Categoria                              | Pel·lícula             | Resultat  |
| 2001 | Premi Goya a la Millor Música Original | La Comunidad           | Candidat  |
| 2003 | Premi Goya a la Millor Cançó Original  | Salomé                 | Guanyador |
| 2003 | Premi Goya a la Millor Música Original | 800 balas              | Candidat  |
| 2005 | Premi Goya a la Millor Música Original | El maquinista          | Candidat  |
| 2006 | Premi Goya a la Millor Música Original | Frágiles               | Candidat  |
| 2007 | Premi Goya a la Millor Música Original | Alatriste              | Candidat  |
| 2008 | Premi Goya a la Millor Música Original | Las 13 rosas           | Guanyador |
| 2009 | Premi Goya a la Millor Música Original | Los crímenes de Oxford | Guanyador |
| 2015 | Premi Goya a la Millor Música Original | El Niño                | Candidat  |
| 2018 | Premi Goya a la Millor Cançó Original  | Zona Hostil            | Candidat  |

Medalles del Cercle d'Escriptors Cinematogràfics
| Any  | Categoria     | Pel·lícula                  | Resultat  |
| 1999 | Millor música | Goya en Burdeos             | Guanyador |
| 2003 | Millor música | La flaqueza del bolchevique | Nominat   |
| 2004 | Millor música | El séptimo día              | Nominat   |
| 2005 | Millor música | Frágiles                    | Nominat   |
| 2020 | Millor música | Adú                         | Guanyador |
| 2020 | Millor música | Explota Explota             | Nominat   |

Festival de Málaga
| Any  | Categoria             | Pel·lícula            | Resultat  |
| 2012 | Premio Ricardo Franco | Premio Ricardo Franco | Guanyador |

Premis Platino
| Any  | Categoria              | Pel·lícula | Resultat |
| 2015 | Millor Música Original | El Niño    | Candidat |

## Obres
D'entre les seves composicions per a bandes sonores destaquen:
- La flaqueza del bolchevique (2003) de Manuel Martín Cuenca
- Las trece rosas (2007) d'Emilio Martínez-Lázaro
- Los crímenes de Oxford (2008) d'Álex de la Iglesia, que foren guardonades amb el premi Goya
- Celda 211 (2010), de Daniel Monzón, guanyà el premi de la Música en la categoria al millor àlbum de banda sonora
- Intruders (2011), de Juan Carlos Fresnadillo
- La montaña rusa (2012), Emilio Martínez-Lázaro
- Septimo (2013) de Patxi Amezcua
- Possessió infernal (Evil Dead) (2013), de Fede Álvarez
- Tres 60 (2013) d'Alejandro Ezcurdia
- Risen (2016) de Kevin Reynolds
- The Commuter (2018) de Jaume Collet-Serra